# Oca (Einheit)
Oca (Plural Oche), auch Occa, Ocka oder Oka geschrieben, war ein Gewichts- und Hohlmaß in der Walachei.

## Gewichtsmaß
- 1 Littre ≈ 79⁄120 Livre (Pariser Pfund) ≈ 322 Gramm
- 1 Oca = 4 Littre ≈ 2 19⁄30 Livre (Pariser Pfund) ≈ 1289 Gramm
- 1 Kantar/Zentner = 44 Oca = 176 Littre ≈ 1 119⁄750 Quintal (Pariser Zentner) ≈ 56,72 Kilogramm

## Hohlmaß
Beim Hohlmaß unterschied man in Getreidemaß und Flüssigkeitsmaß.
Als Getreidemaß war
- 1 Oca ≈ 77,5 Pariser Kubikzoll ≈ 1,537 Liter
- 1 Dimerli = 16 Oca ≈ 1240 Pariser Kubikzoll ≈ 24,6 Liter
- 1 Mirza = 8 Dimerli = 128 Oca ≈ 9921 Pariser Kubikzoll ≈ 196,8 Liter
- 1 Kile = 2 Mira = 16 Dimerli = 256 Oca ≈ 19.842 Pariser Kubikzoll ≈ 393,6 Liter

Als Flüssigkeitsmaß rechnete man
- 1 Oca ≈ 1,42 Liter
- 1 Viadra/Wiader oder Eimer (walachischer Eimer) = 10 Oca ≈  716⅓ Pariser Kubikzoll ≈ 14,2 Liter
- 1 Dimerli = 16 Oca ≈ 22,72 Liter